# 元宝塘駅
元宝塘駅（げんほうとうえき）は、中華人民共和国浙江省杭州市上城区東寧路と艮山西路の交差点に位置する杭州地下鉄6号線の駅。

## 歴史
- 2021年11月6日：開業[1]。

## 駅構造
島式ホーム1面2線を有する地下駅。

### のりば
| 路線    | 方向 | 行先                           |
| ------- | ---- | ------------------------------ |
| ■ 6号線 | 下り | 桂花西路・双浦方面             |
| ■ 6号線 | 上り | 火車東站（東広場）・枸橘弄方面 |

（出典：杭州地下鉄：站内空间示意图）

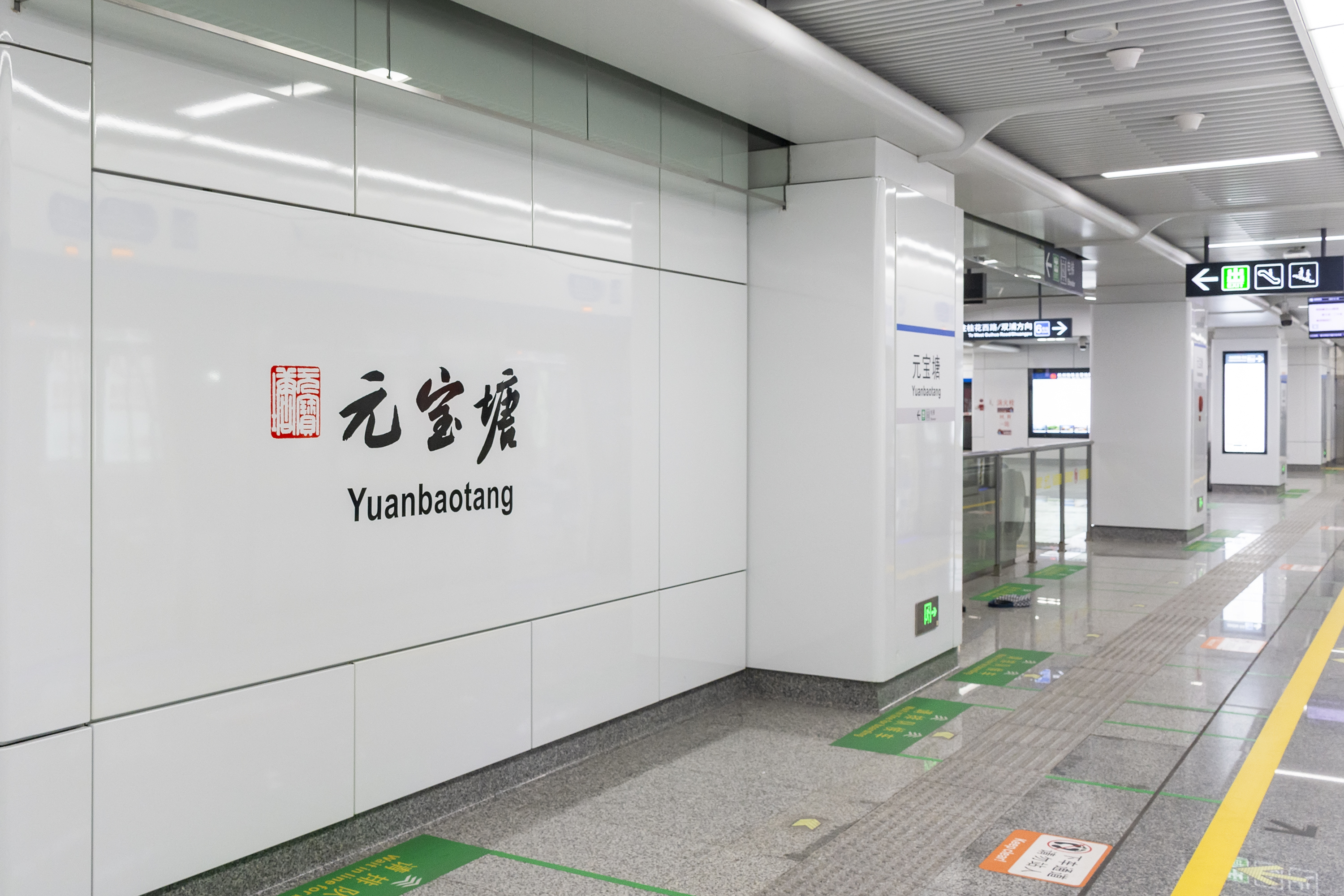
ホーム
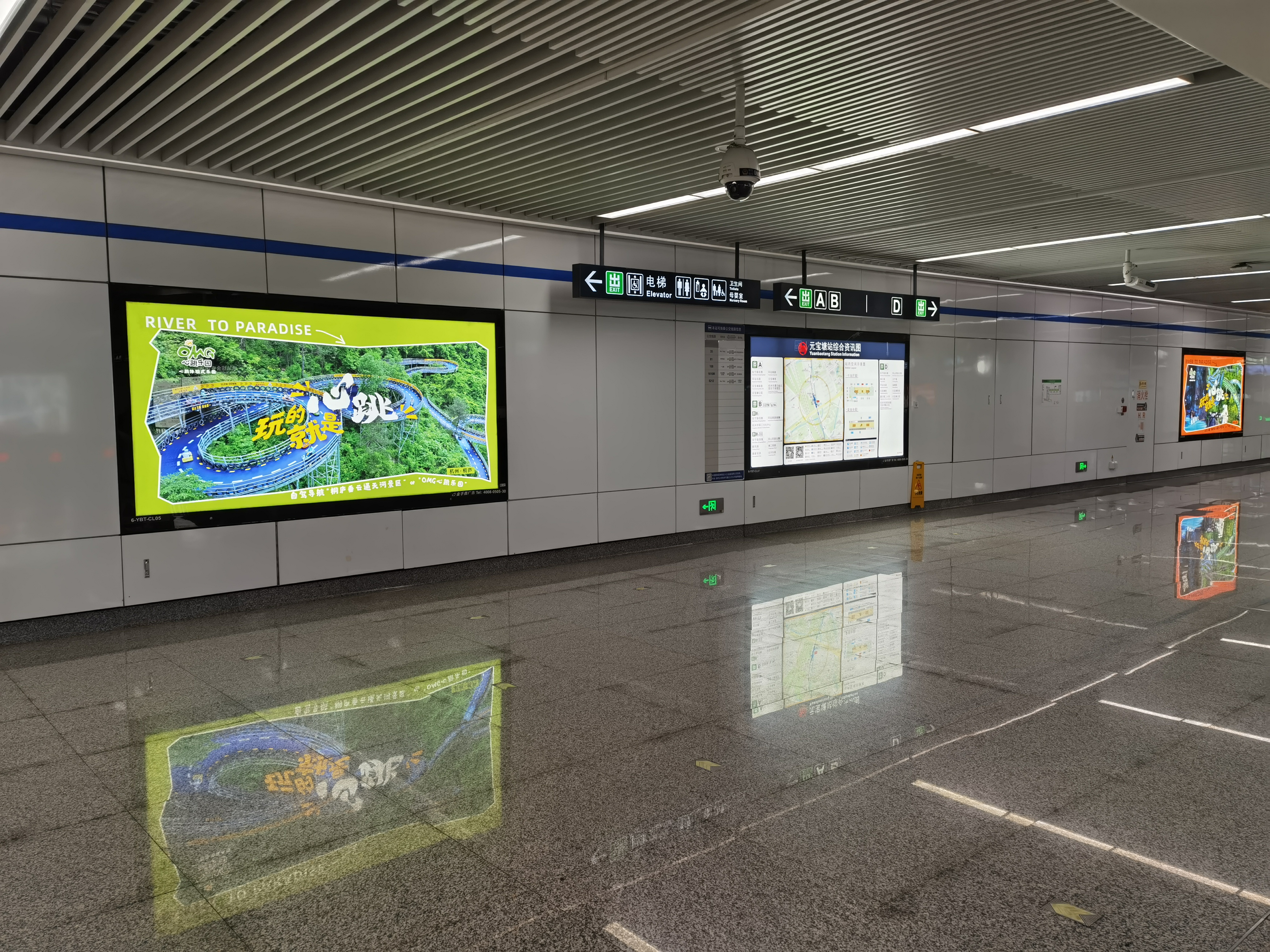
コンコース

## 駅周辺
- 会潮悦府
- 明月佳苑三区
- 新国利花園ホテル
- 杭州市職工文化中心
- 銭江華府

## 隣の駅
杭州地下鉄
■ 6号線
曇花庵路駅 - 元宝塘駅 - 火車東站（東広場）駅